# دانييلي ليوتي
دانييلي ليوتي (بالإيطالية: Daniele Liotti)‏ ممثل سينمائي إيطالي، بدأ مشواره الفني عام 1993 بفيلم مصاص دماء في ميامي، وشارك في عدة أفلام سينمائية وتلفزيونية اسبانية وايطالية منها فيلم تحت العلم قبل ان يسند إليه دور البطولة في فيلم جذور الدم، كما قام ببطولة مسلسلات تلفزيونية واذاعية منها مسلسل حياة أخرى.

## روابط خارجية
- دانييلي ليوتي على موقع IMDb (الإنجليزية)
- دانييلي ليوتي على موقع ميتاكريتيك (الإنجليزية)
- دانييلي ليوتي على موقع روتن توميتوز (الإنجليزية)
- دانييلي ليوتي على موقع ألو سيني (الفرنسية)
- دانييلي ليوتي على موقع أول موفي (الإنجليزية)
- دانييلي ليوتي على موقع قاعدة بيانات الأفلام السويدية (السويدية)
- دانييلي ليوتي على موقع إن إن دي بي (الإنجليزية)
- دانييلي ليوتي على موقع قاعدة بيانات الفيلم (الإنجليزية)
- دانييلي ليوتي على موقع كينوبويسك (الروسية)